# Linia kolejowa nr 198
Linia kolejowa nr 198: Pyskowice – Pyskowice Miasto – obecnie rozebrana, jednotorowa, w przeszłości zelektryfikowana linia kolejowa, łącząca stacje Pyskowice i Pyskowice Miasto.

## Historia
Linia była budowana w latach 1961–1964, a wraz z elektryfikacją linii kolejowej nr 135: Gliwice Łabędy – Pyskowice linia została wyposażona w sieć trakcyjną. Linia została oficjalnie otwarta 4 grudnia 1964 roku. Po linii kursowały głównie pociągi w relacji Bytom – Pyskowice – Pyskowice Miasto. Ruch pociągów został zawieszony jednak 3 kwietnia 2000 roku, a linię fizycznie zlikwidowano w czerwcu 2004 roku.
W listopadzie 2023 PKP Polskie Linie Kolejowe podpisały umowę na wykonanie projektu odbudowy linii wraz ze stacją Pyskowice Miasto.